# Ozzak
Ozzak est une entreprise française qui propose le premier service de ventes privilèges de places de cinéma. La plateforme offre des réductions sur les sièges vides de ses cinémas partenaires sur un site internet et une application mobile. 

## Histoire
En septembre 2019, à la suite d'une séance de cinéma, Sylvain Mante, Mélanie Canivet et Cédric Merouani, les fondateurs de l’actuelle plateforme commencent à réfléchir à une solution permettant aux cinémas d’améliorer le remplissage des salles tout en offrant la possibilité aux spectateurs de se rendre au cinéma plus spontanément.  
Après le test d’une première version à Nantes, le site se lance officiellement en juin 2022, en version web puis à partir de septembre 2022 en application mobile.  
En avril 2023, la marque Ozzak lance son premier jeu de société James Dîne. 
En juin 2023, la plateforme rassemble une trentaine de cinémas partout en France et des milliers d’utilisateurs actifs. 
En septembre 2023, Ozzak lève six cent mille euros lors d’un premier tour de table,. 

## Fonctionnement
Ozzak permet aux exploitants de cinéma de proposer des réductions sur des places de cinéma pour remplir des séances plus compliquées à vendre pour rendre la sortie cinéma plus régulière et spontanée chez les spectateurs. 
La plateforme est disponible sur un site internet et une application mobile. Les spectateurs sont invités à indiquer une ville pour découvrir les films disponibles sur Ozzak.  
La plateforme va ensuite aiguiller l'utilisateur vers des séances et lui proposer de réserver ses places parmi l’offre proposée et le nombre de places restant. Les séances disponibles sur la plateforme ont un nombre de places limitées et un prix réduit disponible pour tous, sans conditions d'âge ni d’accès.  
Si aucun cinéma n’est disponible proche de l’utilisateur, la plateforme propose de s’inscrire en liste d’attente. 

## Distinction
La plateforme Ozzak remporte le Challenge Entreprendre dans la Culture organisé par la Direction régionale des Affaires culturelles des Pays de la Loire. 